# Rinderroulade

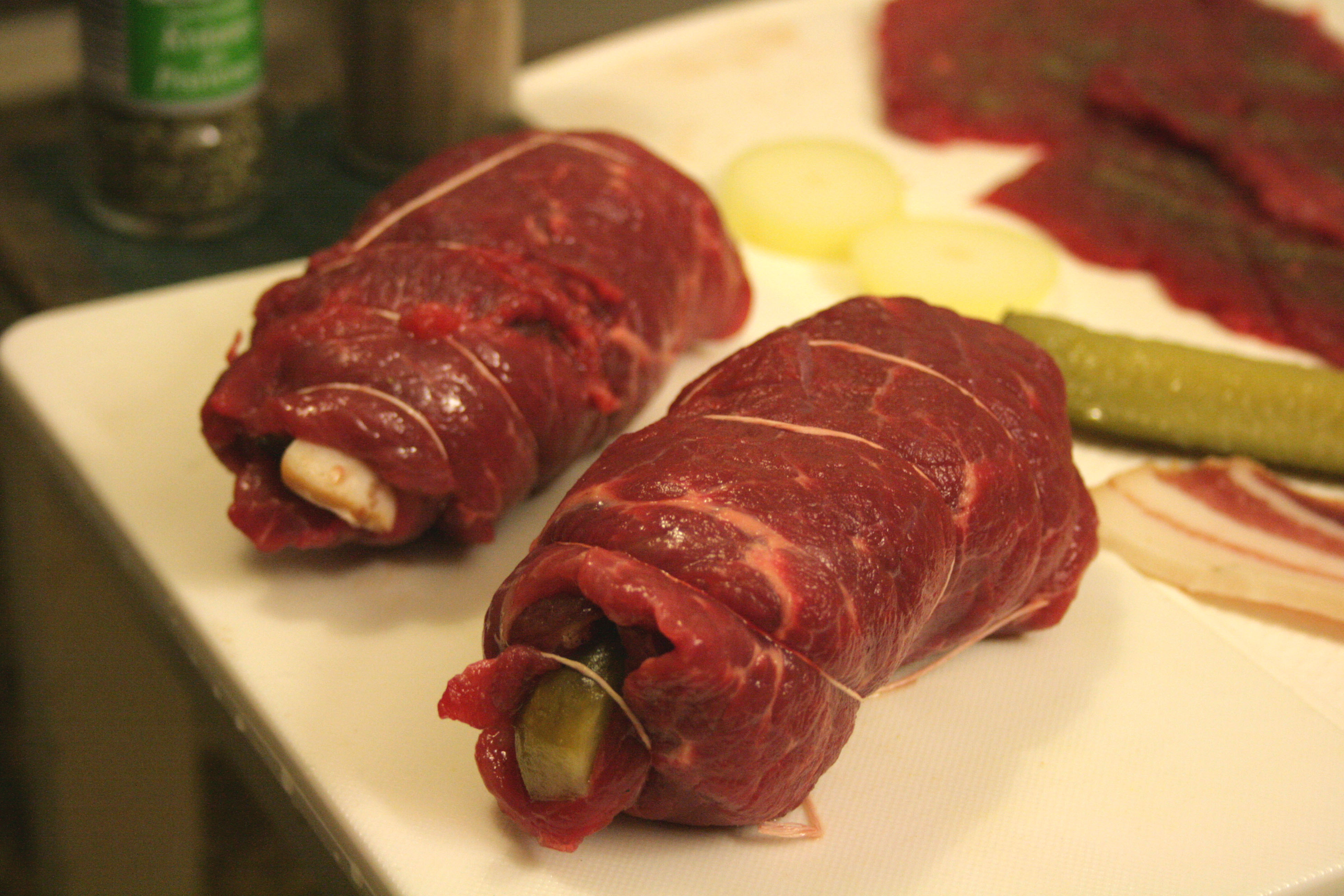
Rinderrouladen crudos

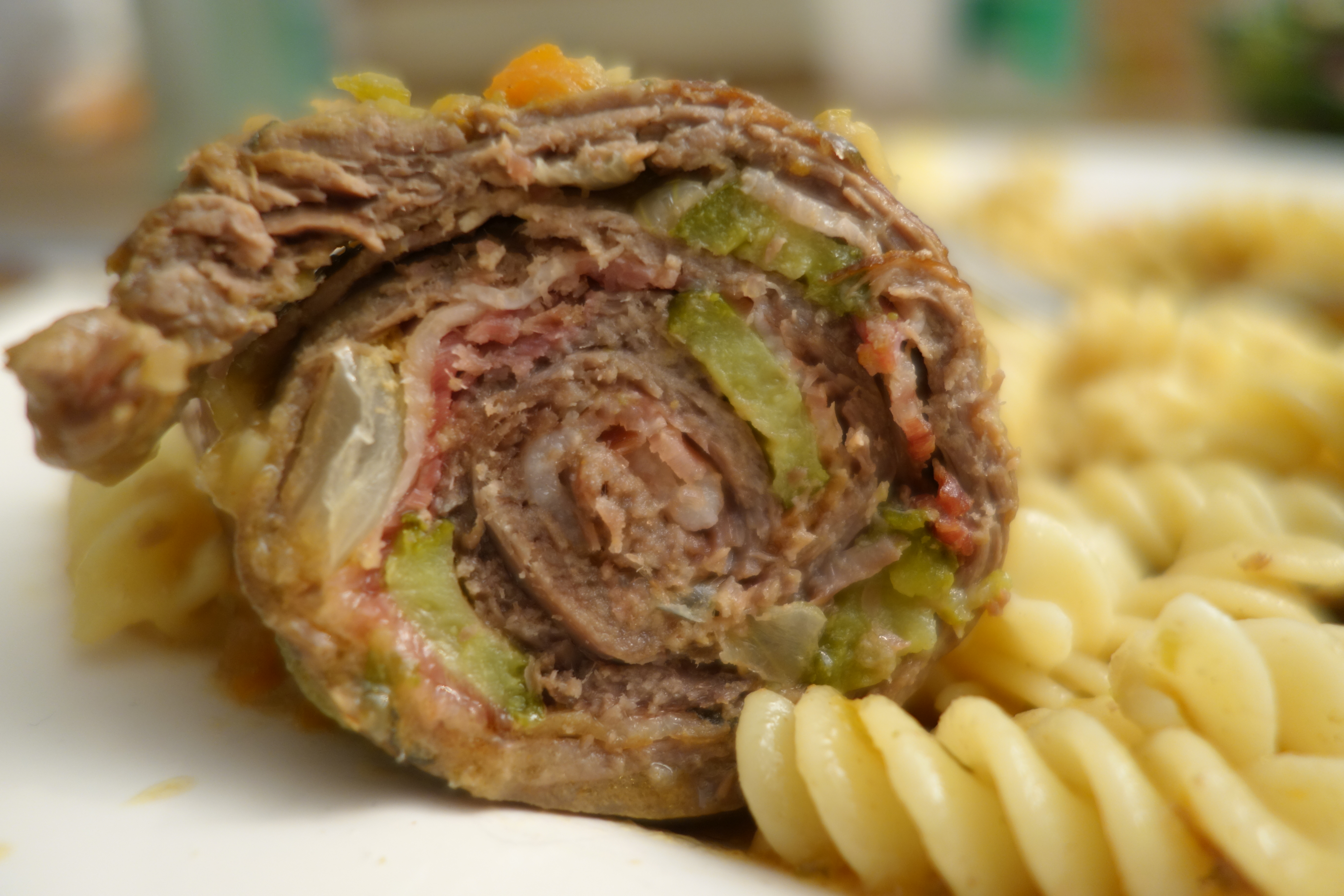
Rinderrouladen cocido y rebanado abierto

El rinderroulade o rindsroulade (en alemán ‘roulade de ternera’) es un tradicional plato de domingo de Alemania y Austria. El plato se prepara casi igual en todas partes. Suele acompañarse con col lombarda y, según la región, patatas saladas, puré de patatas o klöße.
Los rinderrouladen se hacen con filetes grandes de pierna de ternera, principalmente tapa (oberschale) o babilla (kugel), condimentados con sal, pimienta y mostaza. Se rellenan con panceta, cebolla y pepinillo, y a veces con carne picada, se enrollan y se atan o sujetan con mondadientes, de forma que queden cerrados mientras se brasean levemente y se fríen. 
Son variantes posibles del rinderroulade las que emplean rellenos diferentes, sustituyendo la panceta y el pepinillo por arroz y verduras o, en Austria, zanahoria. La mostaza y la cebolla aparecen en la mayoría de las recetas, así como la crema agria y el pepino tras la fritura. Así se obtiene la típica salsa picante de rouladen.
Los trozos pequeños de rinderrouladen se llaman en los Alpes (Austria, Baviera y Suiza) fleischvogel (‘pájaro de carne’) o vogerl (‘pajarito’).
Los checos y eslovacos los llaman španělský ptáček (‘pajarito español’) y a la diferencia de Alemania se trata más bien de un plato cotidiano que dominguero. El plato lo ha traído un cocinero español que estaba en la corte praguense de Rodolfo II.
- Datos: Q9293083
- Multimedia: Rindsrouladen / Q9293083